# Начало бесконечности
Начало бесконечности — научно-популярная книга физика Дэвида Дойча, впервые опубликованная в 2011 году.

## Краткое изложение
Дойч продолжает развивать идеи, изложенные в его предшествующей работе, «Структура реальности».
Одним из центральных понятий книги является объяснительная теория. Цель науки не предсказание, а объяснение. Сбывшееся предсказание — лишь результат правильного объяснения. Объяснение никогда не бывает полным, и одни объяснительные теории сменяют другие. Однако благодаря совершенствованию наших теорий мы понимаем мир всё лучше. Признаком научности теории является её относительная «жёсткость». Мы не можем произвольно варьировать положения научной теории — научная теория отражает мир, существующий объективно и независимо от нас. Так, объяснение смены зимы и лета действиями богов не является хорошей объяснительной теорией, поскольку боги — произвольный элемент, который можно заменить на джиннов, демонов или волшебников, что существенно не отразится на теории. Напротив, объяснение через наклон оси к плоскости эклиптики перестанет работать, если мы откажемся от любого из его элементов: шарообразности планеты, гелиоцентричности Солнечной системы, нагрева солнечным излучением и т.д.
Совершенствование теорий происходит посредством выдвижения гипотез, критики и проверки. При этом Дойч отвергает голый эмпиризм. Теория предшествует эксперименту. Как само построение эксперимента, так и интерпретация его результатов нагружены объяснительными схемами. Даже обычные наблюдения являются «теоретически нагруженными».
Принцип заурядности, по мнению Дойча, ошибочен и обусловлен т. н. «парохиальностью» (узостью взглядов). «Люди… — самые важные существа в космическом порядке вещей». Они полагаются не на окружающую их среду, а на себя, и создают для этого знания. Мир, по какой-то причине, которая сама по себе нуждается в объяснении, дружественно настроен к росту знаний, а люди являются универсальными объяснителями, способными к бесконечному и безграничному познанию. Любой участок космоса способен обеспечить бесконечный рост знаний — информация поступает отовсюду, нужно лишь уметь извлечь её.
Дойч отвергает как редукционизм, так и холизм. Ни объяснения низкого уровня (редукционизм), ни объяснения более высоких уровней (эмерджентные объяснения) не являются по своей природе более фундаментальными, чем другие. Кроме того, существование эмерджентных уровней объяснений является одним из залогов бесконечности процесса познания.
Мы пока не понимаем принципов творческого мышления и квалиа, и это одна из причин, по которым мы пока не способны создать искусственный интеллект. Нам уже хватает вычислительных мощностей для этого, недостаёт лишь хорошей объяснительной теории. Однако рано или поздно мы создадим объяснительную теорию, которая интегрирует квалиа и творческое мышление в научную картину мира. Это не только даст ключ к созданию искусственного интеллекта, но и позволит создавать новые квалиа.
Дойч касается и проблем эстетики. В красоте есть объективная составляющая, полагает он. Однажды мы поймём и её. Таким образом, бесконечное открытие новых знаний даст работу учёным на вечность вперёд, а создание и познание всё новых и новых квалиа в сочетании с постижением законов красоты станет залогом неисчерпаемости искусства.
Дойч называет себя оптимистом. Он понимает оптимизм как теорию о том, что все неудачи, всё зло обусловлено недостатком знаний. Он отвергает пессимизм как основанный на недооценке будущего роста знаний. Дэвид Дойч приводит примеры несбывшихся катастрофических прогнозов, ошибочность которых коренилась в пессимизме подобного рода. В частности, по мнению Дойча, Томас Мальтус был прав в том, что население будет расти в геометрической прогрессии. Однако он ошибался, считая, что производство продовольствия не будет поспевать за ростом человеческой популяции, и его заблуждение было связано именно с неспособностью предвидеть развитие сельскохозяйственных технологий — рост знания и новые открытия невозможно предсказать. Не существует непреодолимого зла, в частности, нет никаких принципиальных причин считать смерть неизбежной или даже желательной.
Лишь общества, поощряющие творческое мышление и критику, имеют перспективы развития.
Статичные общества, считает Дойч, рано или поздно гибнут, поскольку путают стабильность и безопасность. Вследствие свойственного им пессимизма и недостатка творческого мышления рано или поздно они сталкиваются с вызовами, которым неспособны противостоять.
```

```

«Существует только один способ мышления, который может привести к прогрессу или к выживанию в долгосрочной перспективе, и это поиск разумных объяснений путём творческого мышления и критики. Так или иначе, впереди у нас — бесконечность. И выбирать мы можем только, будет ли это бесконечное невежество или бесконечные знания, неверные суждения или правильные, жизнь или смерть».

## Критика
Профессор философии Колумбийского Университета Дэвид Альберт в своём обзоре в газете The New York Times оценил книгу как «блестящую и вдохновляющую», однако указал на то, что «вместо сжатой системы идей» мы видим «потрясающую, широкую, учёную и вечно петляющую беседу». Он также заметил, что Дойч представил не «живую научную гипотезу», а скорее «некую установку, вдохновлённую глубоким и изобретательным размышлением над самыми передовыми достижениями современной науки».
Питер Форбс из The Independent тепло отозвался об идеях, выраженных в книге. В обзоре, опубликованном в газете The Economist, отмечается, что «Начало бесконечности» является столь же дерзким трудом, как и предыдущая книга Дойча, «Структура реальности», а «его выводы столь же глубоки. Г-н Дойч доказывает, что хорошие объяснения могут пролить свет на философию морали, политическую философию и даже эстетику. Он провокативен и убедителен». В издании Kirkus Reviews указывается, что книга «является философским объяснением прогресса, на удивление ясным и вызывающим на размышления».